# Foire de Leipzig

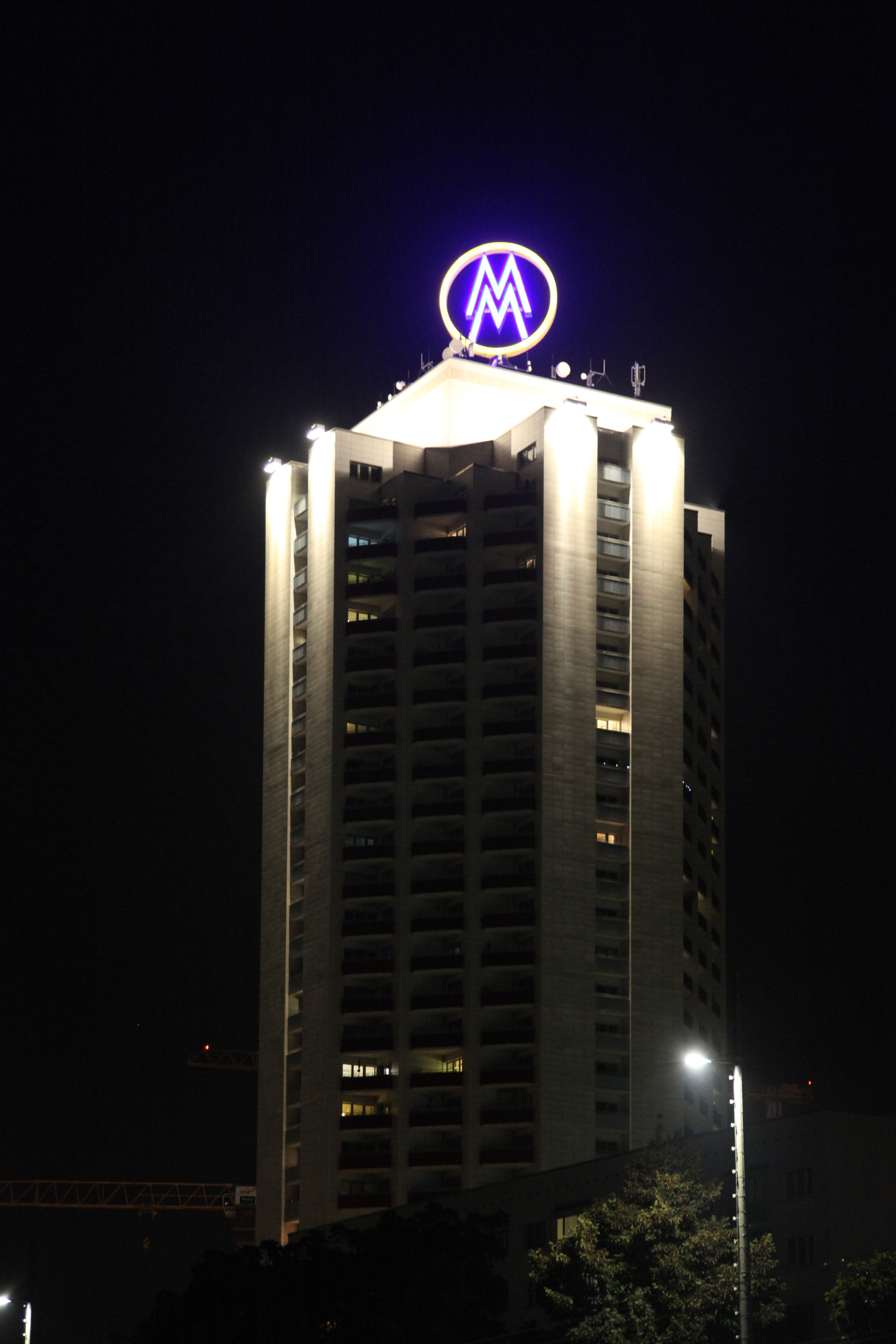
Le logo de Leipziger Messe sur la Wintergartenhochhaus à Leipzig.

Le terme Foire de Leipzig (ou en allemand: Leipziger Messe) désigne généralement un événement commercial (salon) d'importance suprarégionale qui a lieu plusieurs fois par an à Leipzig depuis le XIIe siècle. Aujourd'hui, le terme est également synonyme à la fois du parc des foires, des congrès et des expositions situé depuis 1996 dans le quartier de Seehausen, au nord de la ville de Leipzig, ainsi que de l'entreprise Leipziger Messe GmbH, fondée en 1991 et basée sur le parc des expositions de Leipzig.
D'environ 1895 à 1991, le terme Leipziger Messe signifiait la foire ou le salon aux échantillons (Mustermesse, abréviation : MM ). Le salon des échantillons a fait de Leipzig un centre commercial mondial. L'abréviation MM est encore représentée aujourd'hui par deux M superposés dans le logo de Leipziger Messe GmbH et se retrouve également sur Messeturm (la tour du salon) à l'entrée du parc des expositions et comme signe publicitaire rotatif frappant, semblable à l' étoile Mercedes, sur la Wintergartenhochhaus du centre-ville. Le logo MM a été créé par Erich Gruner de Leipzig.

## Lieu de la foire
Avec une tradition vieille de 850 ans, la ville des foires de Leipzig est l'un des plus anciens sites de foires au monde. Les foires de marchandises se déroulaient principalement dans le centre-ville. Avec le passage de la foire aux marchandises à la foire aux échantillons vers 1895 et en raison du manque de place dans le centre-ville, la Technische Messe (la foire technique) d'environ 50 hectares a ouvert ses portes au début du XXe siècle. Aujourd'hui connue sous le nom de Alte Messe au sud-est de Leipzig, non loin du Monument de la Bataille des Nations, l'ancien parc des exposition de près de 50 hectares a été entièrement remplacée en 1996 par la nouvelle parc deux fois plus grande et ultramoderne située au nord de la ville,.
En outre, à partir du milieu du XXe siècle, il existait un deuxième parc des expositions à l'extrême sud de Leipzig et dans la ville voisine de Markkleeberg, le parc des expositions d'Agra, qui, avec un peu moins de 200 hectares, avait environ quatre fois plus de superficie comme l'ancien parc des expositions et était principalement utilisée pour le jardinage et les expositions agricoles. Le parc des expositions d'Agra, désormais réduit en taille, continuera à être utilisé pour des foires commerciales.
Les deux parcs d'exposition actuels, la Foire de Leipzig au nord et l' Agra au sud, sont les deux centres d'exposition (chacun avec des halls d'exposition) de la ville de Leipzig. Lorsqu'on parle de la foire de Leipzig, on ne parle que du parc des expositions beaucoup plus connu et désormais plus grand de la foire de Leipzig, au nord de la ville. Seul ce salon de Leipzig a une importance internationale.

### Parc des expositions
Avant la pandémie de COVID-19, environ 40 salons, 100 congrès et autres événements avec un total de 10 000 exposants et 1,3 million de visites avaient lieu chaque année sur le parc des expositions de Leipzig. En raison des interdictions officielles de contact et d'événements, les salons et événements n'ont pu avoir lieu que dans une mesure limitée pendant la pandémie de COVID-19. Le nombre de visiteurs est tombé à 290 000 en 2020 et à 80 000 en 2021. En 2022, les restrictions ont été levées à partir du deuxième trimestre, le nombre de visiteurs est ainsi passé à 436 000 en 2022.
Sur les près de 99 hectares disponibles au nouveau salon de Leipzig, 272 300 m2 sont construits. Au centre du parc des expositions se trouve une halle vitrée de 19 446 m2, à laquelle 5 halls d'exposition et un centre de congrès (Congress Center Leipzig - CCL) sont reliés par des tuyaux. Les halls et le centre des congrès sont directement reliés entre eux par des transitions.

#### Halle vitrée

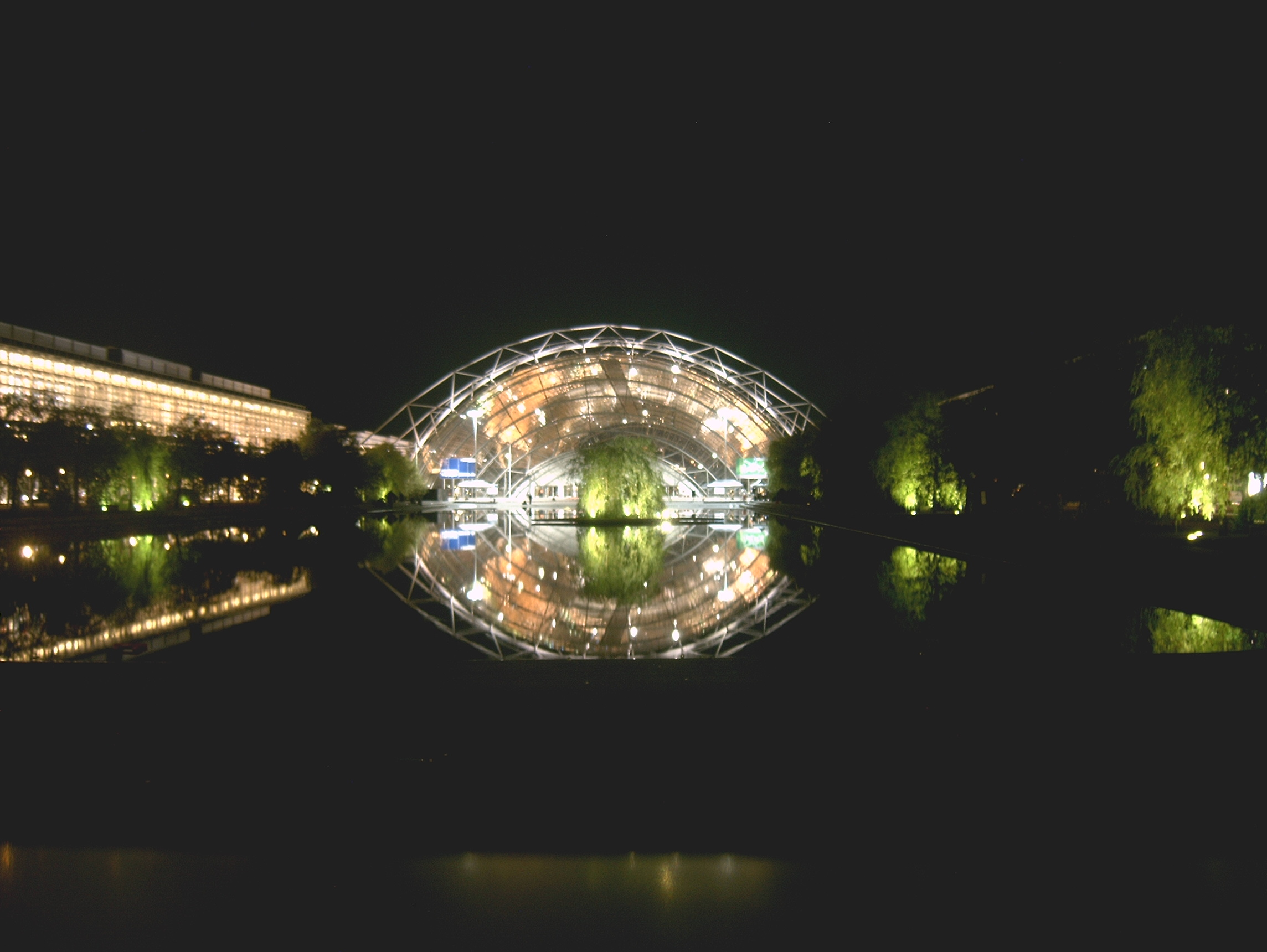
Le nouveau parc des expositions avec la halle vitrée la nuit.

La halle vitrée de la Foire de Leipzig mesure 238 mètres de long, 80 mètres de large et 30 mètres de haut,. Il a été créé en collaboration entre les architectes Gerkan, Marg und Partner et l'architecte Ian Ritchie. La construction en arc en acier et en verre est comparée au « Crystal Palace » de Joseph Paxton pour la 1ère Exposition universelle de Londres en 1851. La halle vitrée du nouveau centre d'exposition a reçu le Outstanding Structure Award (Prix de structure exceptionnelle) de l' International Association for Bridge and Structural Engineering (IABSE) en 2000. La halle vitrée est utilisée pour la logistique ainsi que pour l'accompagnement et le reportage d'événements lors de salons, par exemple pour les studios de télévision et les talk-shows accessibles au public. Cependant, il peut également être utilisé sans les halls d'exposition adjacents pour des événements généraux pouvant accueillir jusqu'à 4 500 personnes.

#### Espaces d'exposition
Chacun des 5 halls d'exposition a une superficie de 20 500 m2 pouvant être utilisée pour des salons et des expositions. Avec les 70 000 m2 utiles de surface d'exposition extérieure et les 5 900 m2 utiles dans la halle vitrée, cela donne une surface utile totale de 178 400 m2 pour les salons et expositions. La partie de l'espace extérieur qui ne peut pas être utilisée pour des expositions est en partie aménagée en paysage de parc et de lac et est destinée aux livraisons, à la logistique ou aux places de stationnement.

#### Centre de congrès

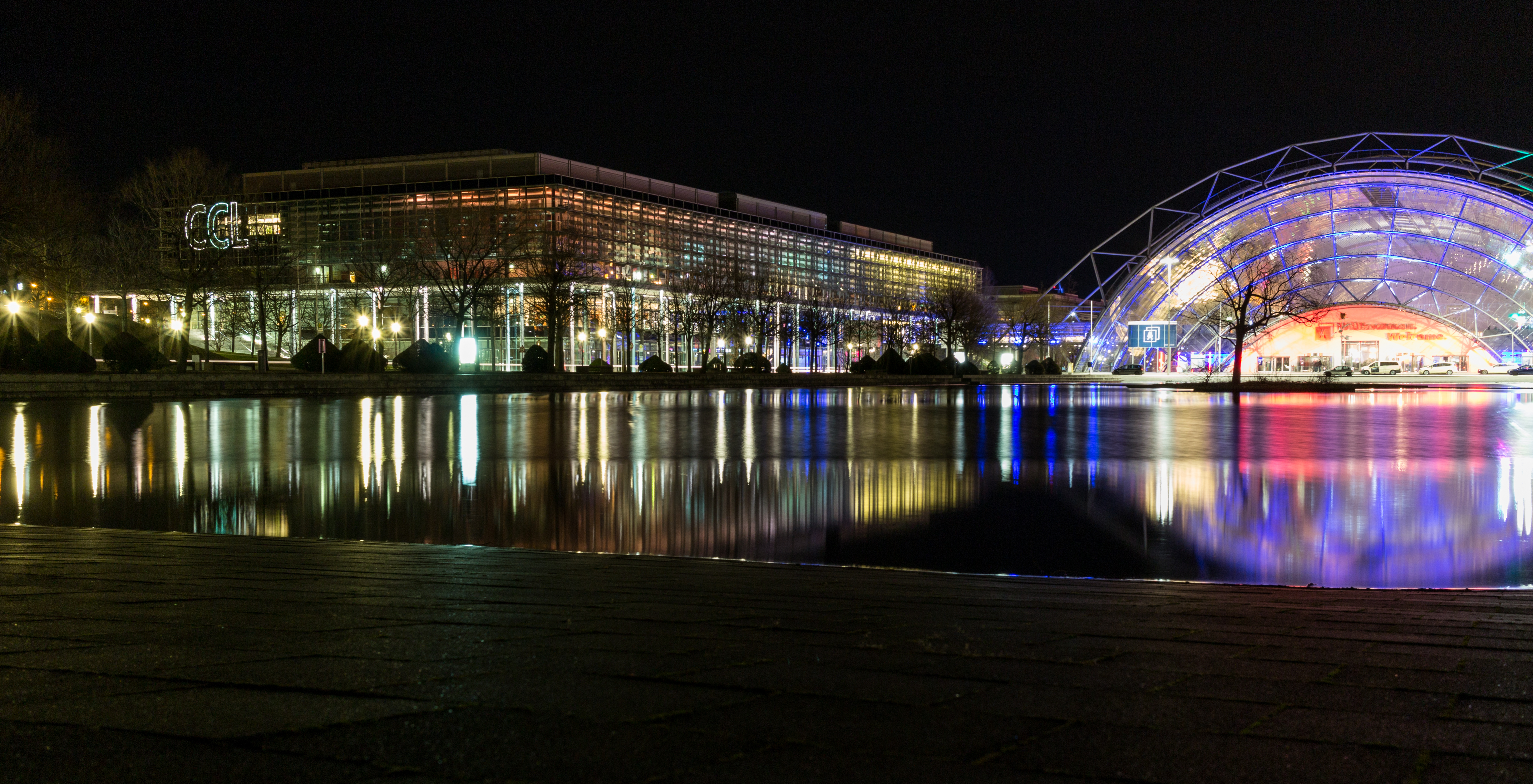
Chaos Communication Congress dans le CCL (2017).f

Le centre de congrès CCL a une superficie de 8 337 m2. Au total, 21 salles (dont 5 grandes salles) peuvent accueillir près de 3 900 personnes. Des salles du parc des expositions adjacent (7 salles, jusqu'à 1 112 personnes) sont également disponibles pour des congrès. Pour les très grands congrès, la halle vitrée (4 500 personnes) et les halls d'exposition 1 et 2 (10 000 personnes chacun) peuvent également être utilisés. La capacité totale (théorique) des grandes conférences est de près de 30 000 personnes.

#### HALLE:EINS
Le hall d'exposition 1 peut être utilisé pour des événements majeurs (tels que des concerts de rock), ce qui permet d'organiser plusieurs événements partiels en même temps grâce à un système de tribunes extensibles et séparables et offre un espace pouvant accueillir jusqu'à 15 000 personnes. Le hall d'exposition 1 est commercialisé pour les grands événements sous le label HALLE:EINS.

#### L'art sur le terrain de foire

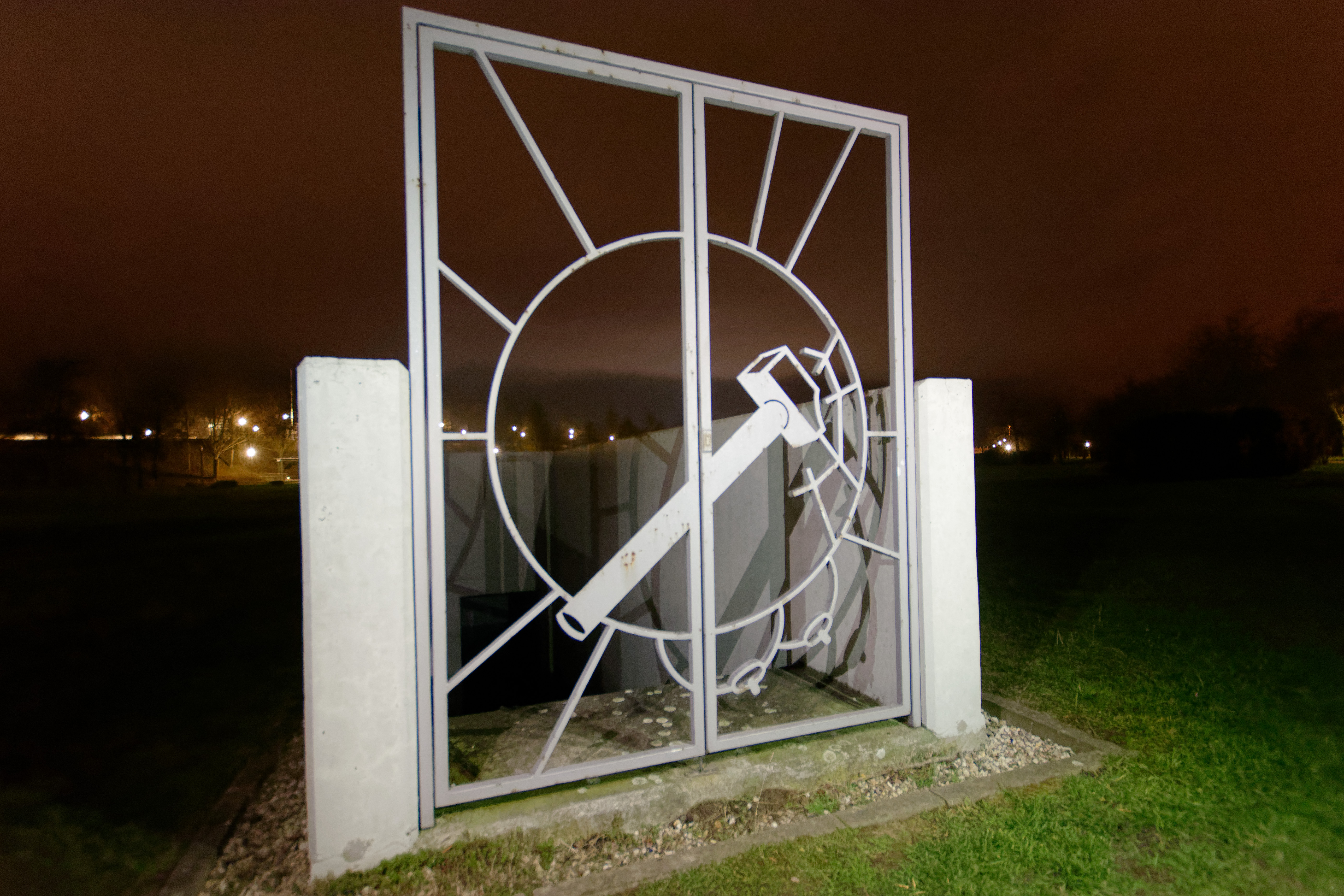
Entrée de la station Metro-Net par Martin Kippenberger au Messepark Ost.

La Foire de Leipzig abrite des œuvres d'art contemporaines. Parmi les artistes internationaux figurent plusieurs représentants bien connus de l'art conceptuel. Les œuvres d'art ont été développées pour le parc des expositions de Leipzig. Ils viennent, entre autres, d'Angela Bulloch, Daniel Buren, Stanislaw Drózdz, Peter Fischli et David Weiss, Günther Förg, Isa Genzken, Dan Graham, Jenny Holzer, Martin Kippenberger, Sol LeWitt, Thomas Locher, Olaf Nicolai, Jorge Pardo, Rirkrit Tiravanija, Niele Toroni et Rosemarie Trockel. 16 œuvres sont accessibles au public dans les bâtiments et en plein air, certaines dans les tubes de liaison, certaines en plein air, certaines dans les halls ; des informations plus détaillées sont disponibles .
Des expositions d'artistes changeants ouvertes au public ont lieu dans l'atrium du parc des expositions.

### Liaisons de transport vers le parc des expositions

#### Rue
Le nouveau parc des expositions est situé directement sur la Bundesautobahn 14 et la Bundesstraße 2. À environ dix minutes en voiture se trouvent la Bundesautobahn 9 au niveau du Schkeuditzer Kreuz et la Bundesautobahn 38 au niveau du triangle autoroutier de Parthenaue.

#### Chemin de fer

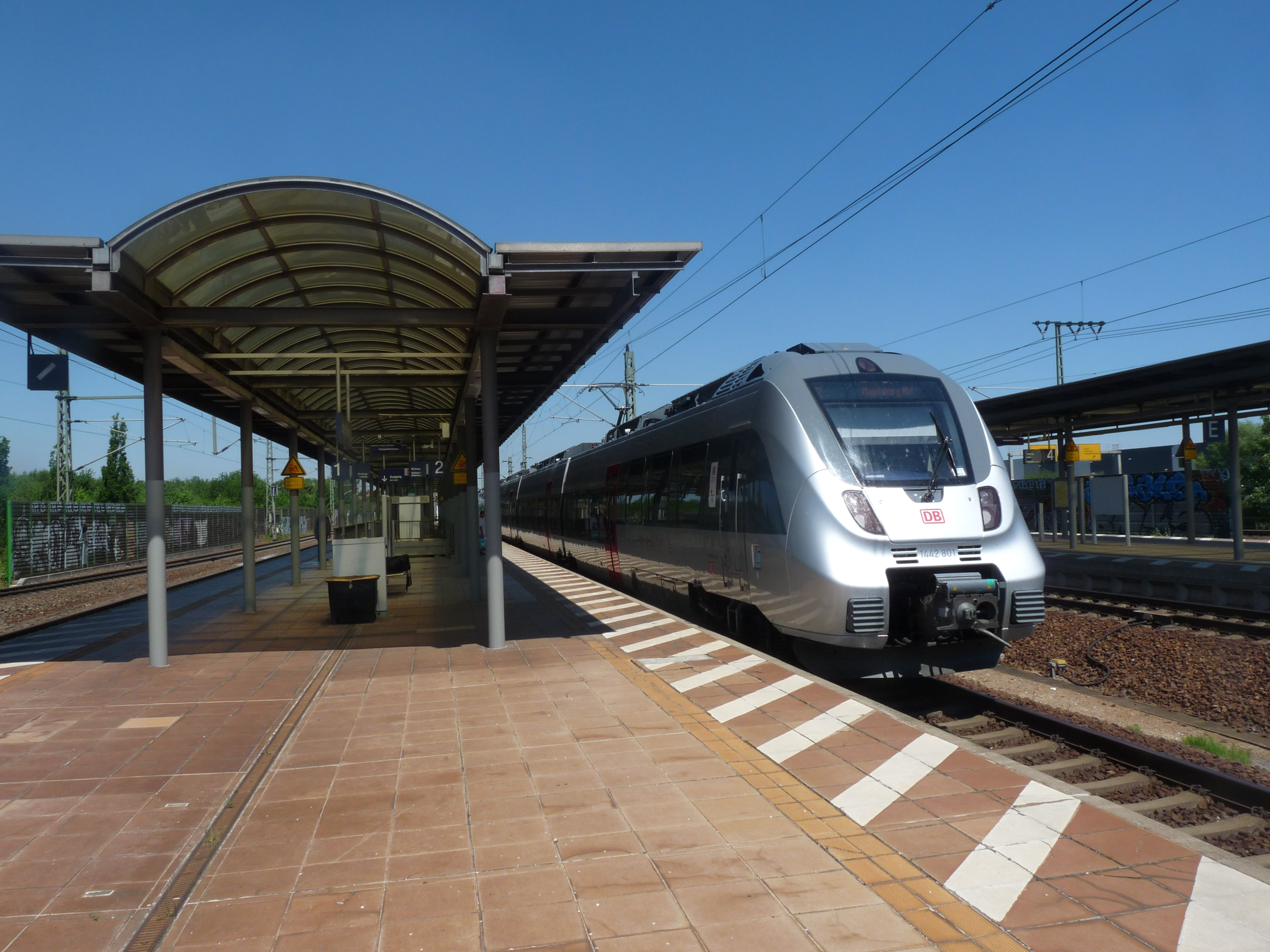
À la gare Leipzig Messe (2017).

Les trains des lignes S-Bahn S2, S5, S5X et S6 du S-Bahn d'Allemagne centrale s'arrêtent toute l'année à la gare du parc des expositions Leipzig Messe et assurent des liaisons directes vers Gare centrale de Leipzig, Halle-sur-Saale, Dessau, Zwickau et l'aéroport de Leipzig/Halle. De plus, les trains RE Leipzig – Dessau – Magdebourg s'arrêtent comme prévu à la gare de Leipzig-Messe. Pour les grands salons, la Deutsche Bahn met en place des arrêts supplémentaires pour les lignes ICE et IC à destination et en provenance de Leipzig.

#### Tramway
Le nouveau parc des expositions est relié au réseau de tramway via la ligne 16 de Leipziger Verkehrsbetriebe (Société de transports publics de Leipzig). La ligne d'amplificateur 16E est également présente sur les grands salons et garantit un service d'au moins 5 minutes. Cependant, le trajet du tramway s'arrête à 300 mètres de l'entrée principale, car les planificateurs ont constaté qu'une caténaire devant la halle vitrée était gênante.

### Salle de congrès au zoo

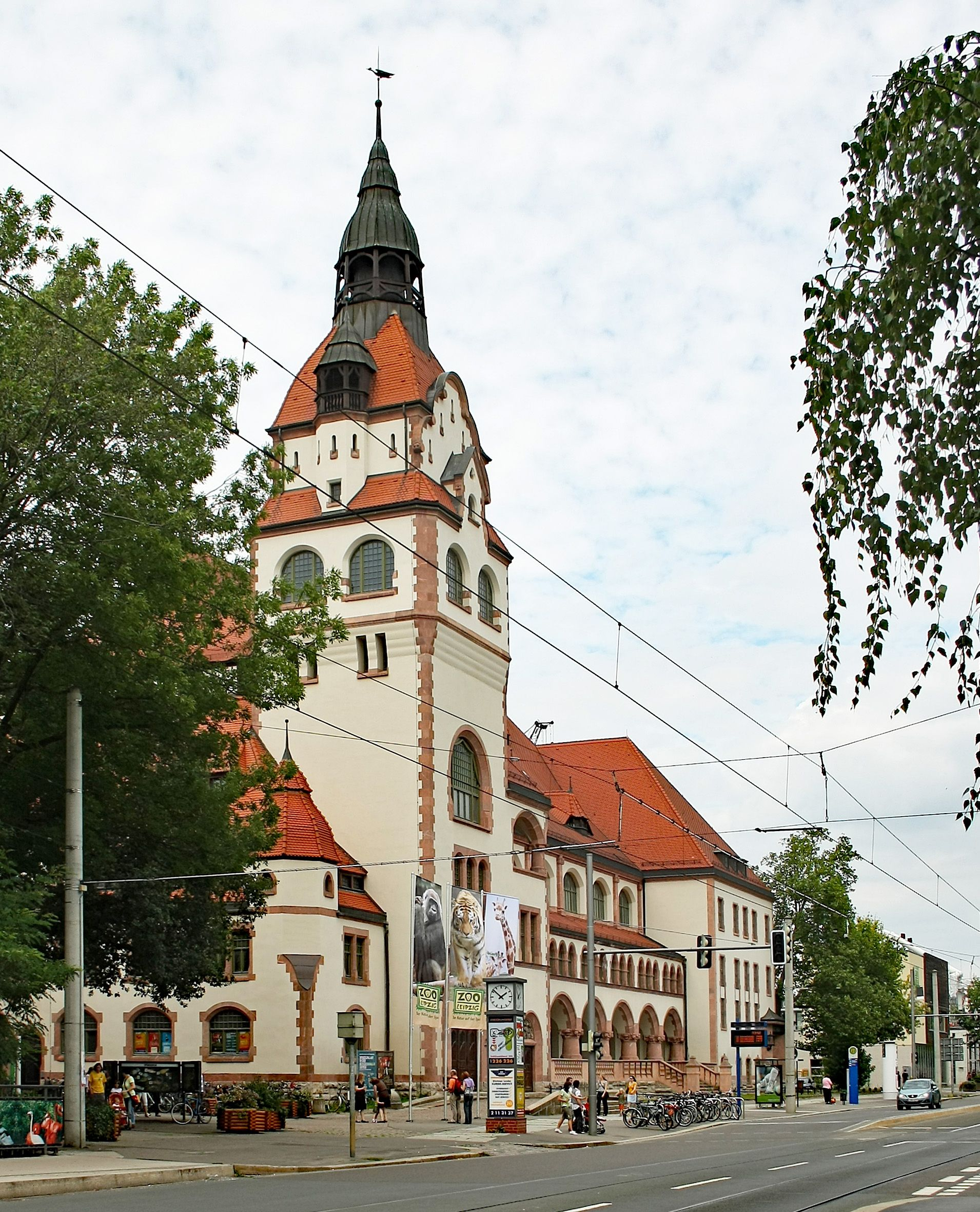
Salle de congrès au zoo (en allemand: Kongreßhalle am Zoo).

Outre le parc des expositions au nord de Leipzig, la Leipziger Messe GmbH exploite depuis 2015 un autre centre de congrès au centre-ville de Leipzig, la salle des congrès du zoo (en allemand: Kongreßhalle am Zoo),. Le bâtiment de style wilhelminien du centre de Leipzig, construit en 1900, a été transformé en centre de congrès en 2009. Il offre un espace pouvant accueillir jusqu'à 3 000 personnes dans 15 salles pour congrès et réunions.

### Alte Messe (Ancien parc des expositions)
L'Alte Messe Leipzig a accueilli jusqu'en 1996 la Foire technique de Leipzig (également connue sous le nom de Centre d'exposition technique). Le site et ses bâtiments n'appartiennent plus à la Leipziger Messe GmbH, ils n'hébergent plus d'activités de salon et présentent toujours un intérêt historique du point de vue des salons,. Le bâtiment le plus ancien est l'Eventpalast, construit en 1913 comme salle en béton pour l'Exposition internationale du bâtiment (IBA), utilisée plus tard comme salle d'exposition et aujourd'hui lieu d'événements et lieu d'enregistrement pour le MDR. L'un des bâtiments de foire les plus célèbres de l'Alte Messe Leipzig, l'Achilleion (plus tard le pavillon soviétique), qui, comme l'Eventpalast, est un bâtiment classé, a été partiellement transformé en archives municipales de la ville de Leipzig depuis la fin de 2016.

## Leipziger Messe GmbH
L'entreprise actuelle Leipziger Messe GmbH a été fondée en 1991. L'État libre de Saxe et la ville de Leipzig détiennent chacun une participation de 50 %. La société possède cinq filiales et possède 22 représentations étrangères. Outre la foire de Leipzig, elle exploite le centre des congrès de Leipzig (CCL), également situé sur le parc des expositions, ainsi que le centre événementiel HALLE:EINS, également situé sur le parc des expositions. Outre les opportunités offertes par le parc des expositions de Leipzig, l'entreprise exploite également la Kongreßhalle du zoo du centre-ville de Leipzig.
La Leipziger Messe GmbH, avec environ 35 salons par an, fait à nouveau partie des dix plus grandes sociétés de salons en Allemagne. En termes de capacité d'exposition, il occupe la huitième place. Chaque année, le salon génère des effets de production en tant qu'instrument de développement économique et social - le soi-disant rendement indirect est de 567,7 millions d'euros. Malgré ces sommes, l'activité principale, d'un point de vue purement monétaire, reste une activité de subvention pour les actionnaires - la ville de Leipzig et le Land de Saxe. Cependant, le montant annuel de la subvention a été réduit en dix ans d'environ 14 à 4,4 millions d'euros en 2017. Des impulsions favorables au développement des entreprises sont attendues de la coopération stratégique avec les organisateurs et les associations à l'étranger. L'accent est mis sur les marchés d'Europe de l'Est et d'Asie. Parmi les exemples d'engagement à l'étranger figurent des propres salons tels que le denkmal Moscou , ainsi que le salon de lutte contre les incendies de forêt et de protection contre les incendies de forêt en Sibérie à Novossibirsk et le Congrès mondial de technologie orthopédique de la Société internationale de prothèses et d'orthèses (ISPO) en 2013 à Hyderabad (Inde).
Leipziger Messe GmbH agit également en tant qu'organisateur sur d'autres sites en Allemagne, par exemple à Munich avec le salon international de l'industrie cosmétique « CosmeticBusiness ». En outre, la Foire de Leipzig développe ses activités de congrès et d'événements. En 2013, une centaine de congrès ont eu lieu au parc des expositions de Leipzig ainsi que des événements majeurs tels que les Olympiades des métiers, la conférence du Parti social-démocrate d'Allemagne, l'assemblée générale annuelle de Porsche et le match de boxe entre Robert Stieglitz et Arthur Abraham pour défendre son titre de champion du monde WBO.
Leipziger Messe GmbH est certifiée par le label international Green Globe pour une action durable. Le centre de congrès CCL est membre de l’International Congress and Convention Association (ICCA) depuis 1996. Le centre des congrès CCL et la Kongreßhalle du zoo de Leipzig sont également membres du German Convention Bureau (GCB), qui commercialise l'Allemagne comme lieu de conférence.
Leipziger Messe GmbH est membre de Gemeinschaft Deutscher Großmessen e.V. (Association des grandes foires allemandes) et s'est classé 10e en Allemagne en termes de ventes en 2018 derrière Messe Frankfurt, Messe München, Messe Berlin, le Parc des expositions de Cologne, Messe Nuremberg, Foire de Hanovre, Messe Düsseldorf , Messe Stuttgart et Messe Hamburg .